# 強壯油鯰
強壯油鯰，為輻鰭魚綱鯰形目長鬚鯰科的其中一種，分布於南美洲巴西的淡水流域，棲息在河川底層水域，體長可達17.2公分，屬肉食性，生活習性不明。

## 擴展閱讀
維基物種上的相關：強壯油鯰